# Carl Flügge
Carl Georg Friedrich Wilhelm Flügge (ur. 9 grudnia 1847 w Hannoverze, zm. 12 października 1923 w Berlinie) – niemiecki lekarz, wykładowca akademicki.
Po ukończeniu szkoły średniej w 1865 studiował medycynę na Uniwersytecie w Getyndze. Zdał państwowy egzamin lekarski w 1870 roku i wziął udział w wojnie francusko-pruskiej jako asystent polowy. W 1875 został asystentem naukowym  na uniwersytecie w Lipsku. W 1878 habilitował się w Berlinie z zakresu higieny. W 1881 przeprowadził się do Getyngi, gdzie od semestru letniego otrzymał własny wydział chemii medycznej i higieny jako prywatny wykładowca w Instytucie Fizjologicznym, a 1884 został profesorem i dyrektorem pierwszego niezależnego instytutu higieny w Prusach, który wyłonił się z jego wydziału. Od 1885 roku kierował instytutem jako profesor zwyczajny. W 1887 przeniósł się na Królewski Uniwersytet we Wrocławiu. W 1898 był prezesem Śląskiego Towarzystwa Kultury Patriotycznej. Na rok akademicki 1900/01 został wybrany rektorem Uniwersytetu. W swojej pracy badawczej Flügge poświęcił się gruźlicy i badał infekcje kropelkowe oraz procesy dezynfekcji. Zajmował się także pasteryzacją mleka.